# 臺中市政府觀光旅遊局
臺中市政府觀光旅遊局（簡稱臺中市觀旅局）是臺灣臺中市的觀光主管機關，隸屬臺中市政府。負責臺中市的旅遊觀光事務，總局設於豐原區陽明大樓。

## 歷史
臺中市政府觀光旅遊局前身為省轄市臺中市新聞處觀光科與縣轄市臺中縣交通旅遊處，掌管城市觀光行銷業務。
2010年12月25日，因縣市合併升格，臺中縣交通旅遊處與臺中市新聞處觀光科合併為整合成臺中市政府觀光旅遊局至今。
2020年，承辦第31屆臺灣燈會，展期為2月8日至23日，燈區位於后里馬場與文心森林公園，累計總參觀人次1,182萬。同年，臺中市觀旅局与其他觀光局共同成立「中台灣觀光推動聯盟」，
編列預算進行鐵砧山改造計畫。透過多元創意及執行力推動城市行銷，提升台中市觀光遊憩品質及軟硬體建設，傳遞專屬於台中的城市特色，2020年全國觀光區遊客數，台中以4,600萬人次位居全國第一。出版「玩美台中—觀光手冊」，獲得亞太旅行協會(PATA)刊物類金獎。
將臺中市熱門景點草悟廣場委由勤美集團經營，打造草悟廣場成為共融特色的樞紐型公共設施典範。
109年全台旅宿管理評比，於參與評比的22個縣市中，臺中市榮獲「特優」。臺中觀旅局編製的城市觀光影片「Taichung. The Heart of Taiwan.」，除了影音平台突破百萬觀看數，並於日本國際觀光影像節（Japan World’s Tourism Film Festival）獲得「最佳東亞影像獎」。
出版日文版台中觀光專書「DEEP TAICHUNG GUIDE」，於日本當地淳久堂、TSUTAYA蔦屋書屋等47家連鎖書店供民眾免費索取，盼在國境開放後吸引日本旅客來訪。
於觀旅局任內所招商成功的PARK2草悟廣場，開幕營運以來，斬獲美國謬思設計獎MUSE Design Awards、金點設計獎Golden Pin Design Award，以及日本優良設計獎GOOD DESIGN AWARD等三座國際設計大獎。

## 組織
設置局長、副局長、主任秘書與專門委員各一名，下設各科室與所屬單位及各衛生所。

### 局內單位
- 觀光工程科
- 觀光管理科
- 觀光企劃科
- 旅遊行銷科
- 秘書室
- 人事室
- 會計室
- 政風室

### 二級機關
- 臺中市風景區管理所 （页面存档备份，存于）

## 外部連結
- 官方网站（繁體中文）（英文）
- 臺中觀光旅遊網（繁體中文）（英文）（日語）
- 臺中市政府觀光旅遊局的Facebook專頁
- 臺中市政府觀光旅遊局的新浪微博
- 臺中市政府觀光旅遊局的Instagram帳戶
- 臺中市政府觀光旅遊局的X（前Twitter）
- YouTube上的臺中市政府觀光旅遊局頻道（高美濕地與望高寮即時影像）